# Lazarus Ledd
Lazarus Ledd é um personagem de quadrinhos criado na Itália por Ade Capone em outubro de 1992 e publicado naquele país pela Editora Star Comics. 
O personagem mora em Nova Iorque e combate o crime tanto nos Estados Unidos quanto por outros países do mundo.
Lazarus Ledd foi publicado no Brasil em 2006 no formato italiano Bonellide (16 x 21 cm) e em dois estilos, a série ouro, com papel de miolo e capa de melhor qualidade gráfica e a série normal com o papel-jornal.
Veja abaixo a relação de títulos publicados pela Tutatis em português:
- Lazarus Ledd Zero - Fim da Linha, mar/2006
- Lazarus Ledd 001 - Dupla Identidade, abr/2006
- Lazarus Ledd 002 - Hellraireser, jun/2006
- Lazarus Ledd 003 - Brilhos de uma Estrela, jul/2006
- Lazarus Ledd 004 - Axis, ago/2006
- Lazarus Ledd 005 - Os Olhos do Gato, set/2006
- Lazarus Ledd 006 - A Lua do Caçador, dec/2006